# Стара синагога (Браїлів)
Стара синагога в Браїлові — синагога, збудована на зламі ХІХ-ХХ століть у Браїлові на Поділлі.
Побудована на межі ХІХ-ХХ століть із червоної цегли, будівля перебуває на стадії руйнування. За радянських часів у синагозі був магазин. До наших днів збереглися кутові пілястри та обрамлення вікон.